# Оглоблін Олександр Олексійович
Олекса́ндр Олекса́ндрович Огло́блін (Alejandro A. Ogloblin) — ентомолог, діяльність якого пов'язана з Аргентиною і Україною. Професор зоології Університету Буенос-Айресу, директор Інституту дослідження сарани. Президент Аргентинської асоціації з розвитку науки. Брат ентомолога Д. О. Оглобліна.

## Біографія
Олександр Оглоблін народився 29 липня 1891 року в Самарканді, Російська імперія. Він закінчив класичну гімназію в Полтаві і університет Св. Володимира в Києві. У студентські роки влітку працював в ентомологічному відділі Полтавської сільськогосподарської дослідної станції.
У 1919 році О. Оглоблін кілька місяців був співробітником, зоологом-фауністом, при Комітеті вивчення фауни УАН в Києві, для якого звітував фауністичними дослідженнями не тільки паразитичних перетинчастокрилих, але також і остракод, підготував до друку фауністичний перелік цих ракоподібних. Навчаючись і працюючи в Києві, познайомився з багатьма відомими зоологами, зокрема при Комітеті вивчення фауни УАН працював в одному колективі з Т. Г. Добржанським і С. Ю. Парамоновим. Також був знайомий з відомим київським ентомологом В. О. Караваєвим.
Під час громадянської війни О. Оглоблін емігрував до Туреччини, а звідти — до Чехословаччини. Карловий університет у Празі надав йому ступінь доктора філософії (PhD) із зоології.
Оглоблін працював асистентом ентомологічного відділу в Національному музеї Праги, яким завідував Ян Обенбергер. Улітку 1925—1927 років він за дорученням Бюро ентомології міністерства сільського господарства США вивчав уПідкарпатті паразитів двох видів шкідливих комах — непарного шовкопряда й кукурудзяного метелика. При цьому, виконавши завдання замовників, щороку ще протягом 3-5 тижнів збирав комах для власних досліджень (трипсів і перетинчастокрилих-серфоїд).
Деталі своїх досліджень тієї пори він обговорює в листуванні з російськими ентомологами та В. І. Вернадським, його знайомим з київських часів. Улітку 1927 року він, одужавши від хвороби очей, почав обробляти колекції трипсів, зібраних ним у Полтаві, та тих, що зберігалися в Народному музеї в Празі і Зоологічному музеї Ленінграда.
У ті роки сім'я Оглобліних жила досить сутужно, можливості стабільно займатися ентомологією в нього не було. Це спонукало вченого шукати кращої долі. Після тривалих перемовин він прийняв пропозицію міністерства сільського господарства Аргентини і 19 січня 1928 року вирушив за океан.
В Аргентині він обійняв посаду ентомолога агрономічної станції поблизу Лорето, у тропічних лісах на півночі країни. Тут емігрант мав вивчати шкідників місцевих сільськогосподарських рослин — мате, рису, тютюну, цитрусових.
Утім, кадрове й матеріальне забезпечення прикладних досліджень (приладами, хімікатами тощо) було майже відсутнє. Оглоблін займався збиранням і вивченням ентомологічних колекцій, хоча начальство скоса дивилося на такі заняття «чистою наукою». У ті роки Аргентина дуже потерпала він періодичних навал сарани. Влада вирішила зорганізувати спеціальну структуру для боротьби зі шкідником. Новостворений (1937) Інститут дослідження сарани очолив Алехандро Оглоблін.
Він переїхав до Буенос-Айресу. Згодом, не полишаючи державної служби, ще обіймав посаду професора зоології в столичному університеті (1939—1950). А. Оглоблін продовжував ентомологічні дослідження як систематик. У 1943—1944 роках він одержав стипендію Коледжу штату Айова, США, і вивчав ентомологічні колекції в Національному музеї у Вашингтоні. Збираючи польовий науковий матеріал, чимало їздив Південною Америкою. Так, у 1950-х роках збирав комах на архіпелазі Хуан-Фернандес, зокрема на відомому острові Робінзона Крузо.
Вчений був членом Американського (1944) та Російського (1927?) ентомологічних товариств, Аргентинської асоціації природничих наук, очолював Аргентинську асоціацію розвитку науки (1950).
Помер ентомолог 18 вересня 1967 року в Буенос-Айресі. Разом з дружиною Валентиною Оглобліною вони виховали трьох доньок.

## Наукова діяльність
Ентомологічні досдідження О.Оглобліна були зосереджені у двох основних напрямах: вивчення саранових, розробка й організація захисту рослин від них; вивчення дрібних паразитичних перетинчастокрилих — хальцид (Chalcididae). Ці напрями були пов'язані: адже перша його праця, що вийшла друком іще у Празі, була присвячена саме паразитам яєць саранових. Згодом він приділяв чималу увагу вивченню природних ворогів сарани, вбачаючи у них важливий фактор регуляції чисельності шкідника. Аби встановити, які фактори стимулюють утворення величезних зграй сарани, Оглоблін сконструював прилад, що дозволяв впливати на активність її личинок за допомогою автоматичної зміни світлового режиму. Це дозволило встановити, що у аргентинського виду сарани задіяний такий самий біологічний механізм формування зграй, як і у євразійської сарани. При вивченні сарани він підтримував ділові контакти з провідним англійським вченим у цій царині — Борисом Уваровим, який теж емігрував з Росії.

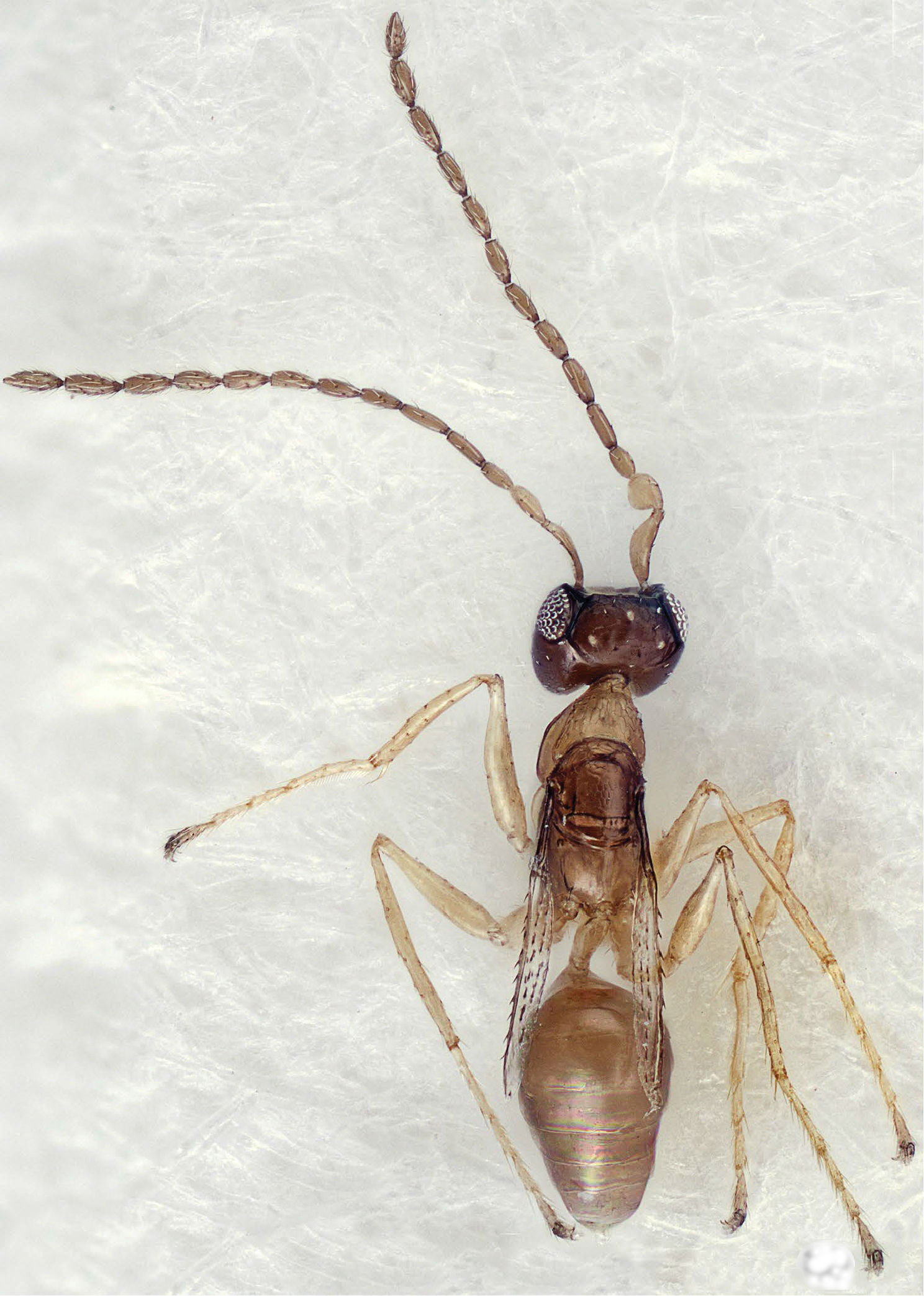
На чилійському острові Робінзона Крузо О. Оглоблін відкрив декілька нових родів комах. На фото — представник одного з них, з роду Cremnomymar. Довжина його тіла — менше 1 мм. У комахи повністю відсутня передня пара крил, а задні сильно вкорочені і не придатні до активного польоту (рудиментарні). Безкрилість та короткокрилість звичайні для мешканців океанічних островів, де панують сильні вітри

Збираючи матеріал під час експедицій та вивчаючи музейні колекції, він описав як нові для науки 53 (!) роди і чимало видів дрібних паразитичних перетинчастокрилих. Один вид описаний ним разом з С. О. Мокржецьким, який зібрав для цього польовий матеріал у 1908 році поблизу Сімферополя. У 1929 році він описав два нові види за матеріалами, які зібрав у 1926 році в Закарпатті, між Хустом і Береговим.
На честь вченого названо три роди: Oglobinia Canals 1933 (косарики — Opiliones), Alexogloblinia Cortés 1944 (Двокрилі — Diptera) і Ogloblinisca Hedqvist 1968 (Перетинчастокрилі — Hymenoptera).

### Основні публікації
- Ogloblin, Alejandro A. Dos Mymaridae nuevos de Misiones (Hym.) // Revista de Entomologia (Brasil), 1940, v. 11, № 1-2, p. 597—603.
- Ogloblin, A. Reacciones patológicas de los acridios atacados por Aspergillus parasiticus //RAA, 1943, v. 10, # 3, p. 256—267.
- Ogloblin, A. Nota sinonímica sobre un presunto acridio chileno. 1943. — 149 pp.
- Ogloblin, A. Descripción de dos géneros nuevos de Paracolletini argentinos: (Colletidae, Apoidea, Hymenoptera). 1948. — 182 pp.
- Ogloblin, A. Un nuevo género de Mymaridae de la región neotrópica. 1949. — 365 pp.

Повніший (27 назв) перелік публікацій О. Оглобліна щодо перетинчастокрилих представлений на, причому для багатьох з них доступні перегляд і копіювання повних текстів. 8 публікацій вченого, які стосуються сарани, включено до капітального зведення .